# William Reynolds-Stephens

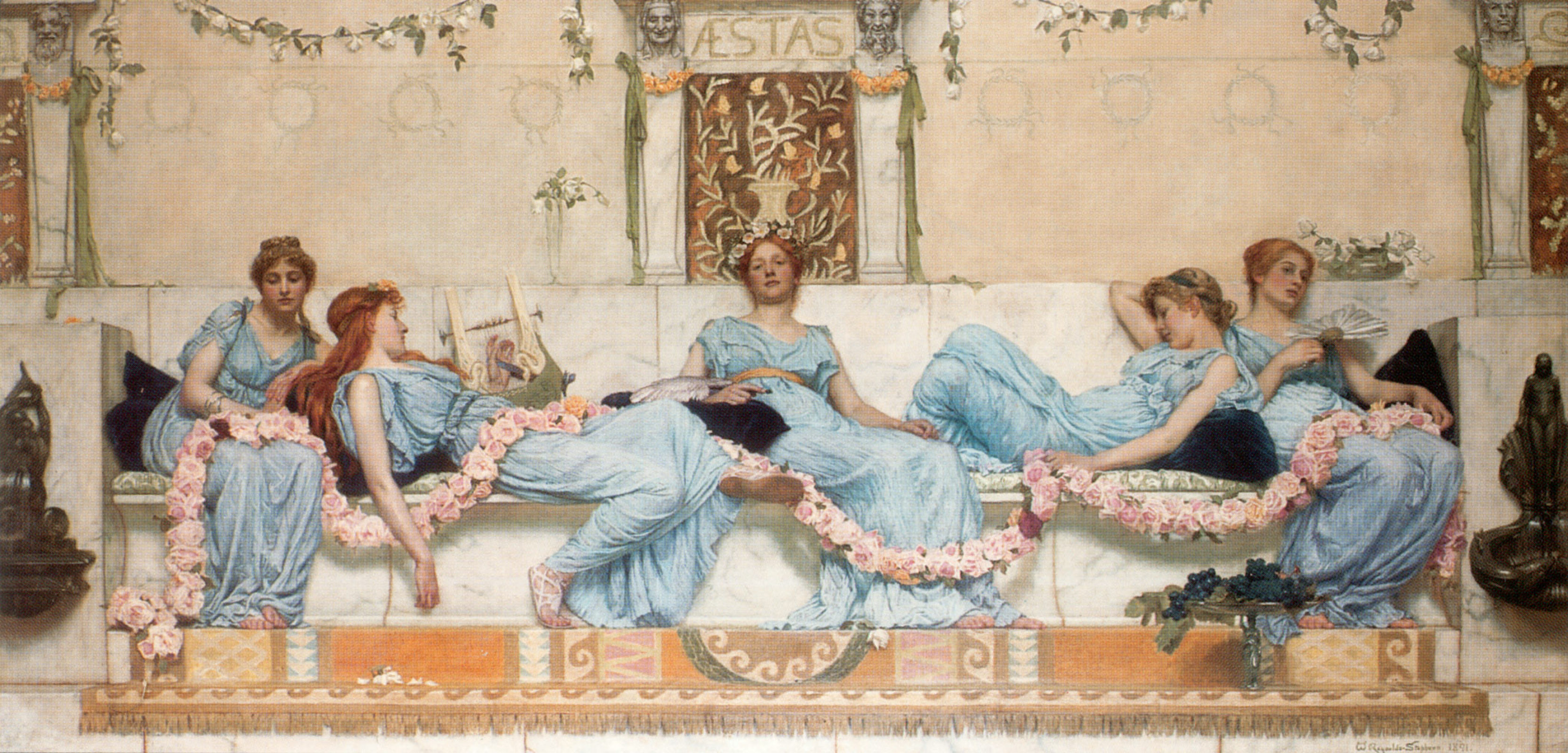
William Ernest Reynolds-Stephens, Summer, 1891. Privatsammlung

Sir William Ernest Reynolds-Stephens (* 8. August 1862 in Detroit, Michigan, USA; † 23. Februar 1943 in Royal Tunbridge Wells, Kent, England). William Reynolds-Stephens wurde als William Ernest Stephens geboren. Im Jahr 1890 änderte er seinen Namen per Urkunde in William Ernest Reynolds-Stephens und fügte „Reynolds“ hinzu, um den Mädchennamen seiner Mutter zu ehren. Er war ein britischer Bildhauer, Maler, Designer und Kunsthandwerker.

## Leben
William Reynolds-Stephens wurde als Sohn britischer Eltern geboren und wuchs in den USA auf. In seiner Kindheit zog die Familie zunächst nach Kanada und später nach England. Er erhielt seine schulische Ausbildung in England und Deutschland. Ursprünglich zum Ingenieur ausgebildet, entschied er sich im Alter von 20 Jahren für eine künstlerische Laufbahn. 1884 begann er ein Studium an den Royal Academy Schools in London, welches er 1887 abschloss. Während dieser Zeit gewann er Preise in den Bereichen Malerei und Bildhauerei. Ab 1885 stellte er regelmäßig in der Royal Academy aus. Ab 1894 konzentrierte er sich ausschließlich auf die Bildhauerei. Er war Gründungsmitglied der im Jahr 1905 gegründeten Society of British Sculptors und diente von 1921 bis 1933 als deren Präsident. Für seine Verdienste um die Kunst wurde er 1931 zum Ritter geschlagen. Er starb am 23. Februar 1943 in Royal Tunbridge Wells und wurde im Golders Green Crematorium in London eingeäschert.

## Werk

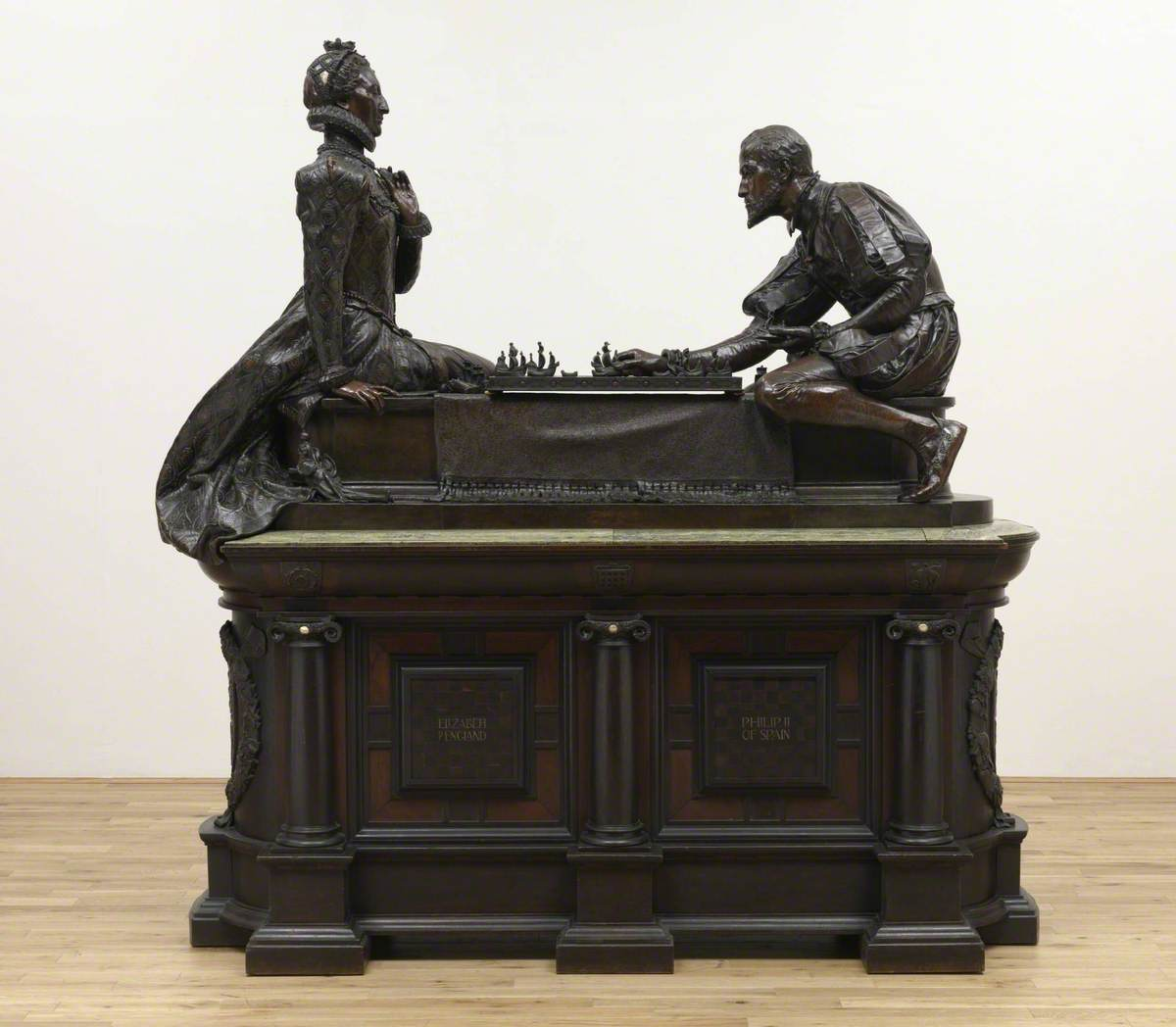
A Royal Game (Ein königliches Spiel), 1911, von William Reynolds-Stephens. Tate Gallery, London

Reynolds-Stephens war ein vielseitiger Künstler, dessen Werk Malerei, Bildhauerei, dekorative Kunst und Design umfasste. In seinen frühen Jahren malte er Genre- und literarische Szenen mit oft allegorischem Charakter, die von den Präraffaeliten und Alfred Gilbert beeinflusst waren. Ab Mitte der 1890er Jahre widmete er sich dann hauptsächlich der Bildhauerei. Er war ein Vertreter der New-Sculpture-Bewegung, die sich durch eine realistischere und dynamischere Darstellung in der Bildhauerei auszeichnete. Seine Werke zeichnen sich durch die Verwendung verschiedener Materialien wie Bronze, Kupfer, Elfenbein, Emaille und Edelsteine aus. Zudem entwarf er Möbel, Textilien, Leuchten, Kamine, Wanddekorationen und Medaillen im Stil des Arts-and-Crafts-Movements.

### Auswahl
- A Royal Game (1906–1911) ist ein großformatiges Werk, das Königin Elisabeth I. beim Schachspiel mit dem König von Spanien zeigt. Es wurde im Jahr 1911 vom Chantrey Bequest erworben.
- Guinevere’s Redeeming ist eine idealisierte Skulptur mit arthurianischem Thema.
- Das Monument für Sir Edwyn Hoskyns ist ein Denkmal für den Bischof von Southwell.
- Charles Lamb Centenary Memorial: Ein Denkmal in der Giltspur Street in London.
- The Joyous Homeing: Eine Skulptur, die die Rückkehr eines Soldaten darstellt.
- Sleeping Beauty: Ein Basrelief für einen Kamin.
- The Scout in War: Eine Skulptur, die einen Pfadfinder im Krieg zeigt.

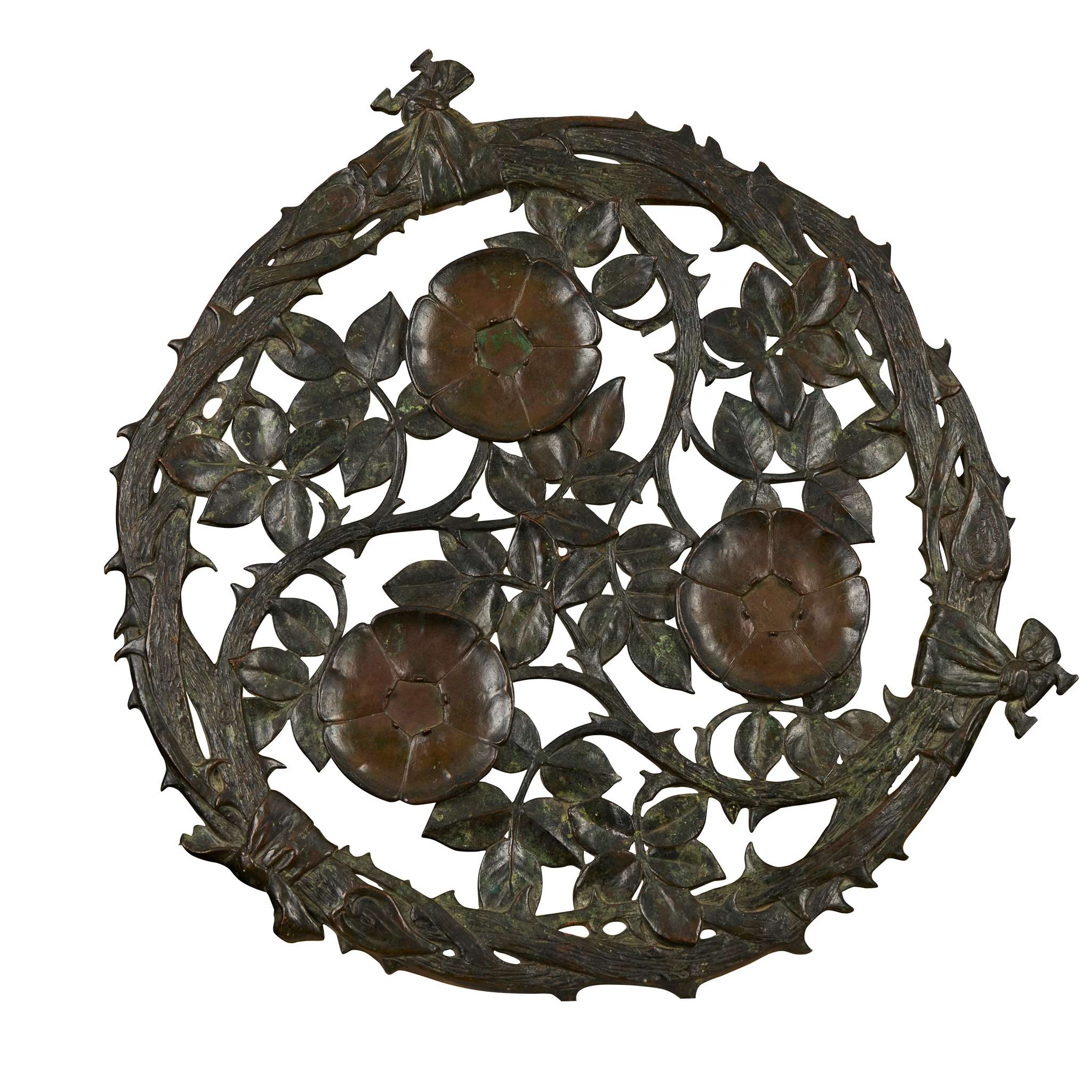
William Reynolds-Stephens; Crown Of Thorns (Dornenkrone), 1903

Zu den Porträtbüsten zählen unter anderem die von Sir John Alexander Macdonald (Premierminister von Kanada), Cosmo Gordon Lang (Erzbischof von Canterbury) und Bernard Partridge. Seine Werke sind in verschiedenen öffentlichen Sammlungen vertreten, darunter in der National Portrait Gallery, im British Museum, in der Tate Gallery, im Harris Museum & Art Gallery, in der Lady Lever Art Gallery, im Nottingham Castle Museum und in der Walker Art Gallery.